# The Flash (série de TV de 2014)
The Flash é uma série de televisão norte-americana de super-heróis desenvolvida por Greg Berlanti, Andrew Kreisberg e Geoff Johns, transmitida pela emissora The CW desde 7 de outubro de 2014, e estrelada por Grant Gustin. A série é baseada no personagem Barry Allen/Flash da DC Comics, um super-herói fantasiado que combate o crime com o seu poder de se mover em velocidades inacreditáveis. É a segunda série do Universo Arrow, e uma série spin-off de Arrow e se passa no mesmo universo fictício. A série teve seu último episódio exibido em 24 de maio de 2023, totalizando 185 episódios. A série marca o fim do Universo Arrow.
Inicialmente concebida como piloto de backdoor, a recepção positiva que Gustin recebeu durante duas aparições como Barry em Arrow levou os executivos a optar por desenvolver um piloto completo, com um orçamento maior e para ajudar a aprofundar o mundo de Barry com mais detalhes. A série é filmada principalmente em Vancouver, Colúmbia Britânica, Canadá.
A série foi oficializada no primeiro semestre de 2014, com ordem de 23 episódios para a primeira temporada, que estreou em 7 de outubro de 2014. A segunda temporada foi lançada em 6 de outubro de 2015 e a terceira temporada foi lançada no dia 4 de outubro de 2016.
A série estreou nos Estados Unidos em 7 de outubro de 2014, onde o episódio piloto se tornou a segunda maior audiência da emissora The CW, sendo superado apenas por The Vampire Diaries, em 2009. Em 11 de janeiro de 2015, a emissora The CW renovou a série para uma segunda temporada, que estreou em 6 de outubro de 2015.

## Sinopse
Após testemunhar o estranho assassinato de sua mãe e a injusta acusação de seu pai pelo crime, Barry Allen fica sob os cuidados do detetive Joe West e sua filha Iris West. Barry se torna brilhante, mas socialmente, um cientista forense desconhecido trabalhando para o Departamento de Polícia de Central City. Sua obsessão por seu trágico passado faz com que ele fique separado das demais pessoas ao seu redor; ele investiga casos frios, ocorrências paranormais, e vazamentos de ponta de avanços científicos que podem dar uma luz no caso do assassinato de sua mãe. Ninguém acredita em sua descrição do crime — que uma bola de raio com o rosto de um homem invadiu sua casa naquela noite e matou sua mãe — e Barry é forçado a procurar por si mesmo pistas que limpem o nome de seu pai. Quatorze anos depois da morte de sua mãe, uma explosão de um avançado Acelerador de Partículas, durante sua apresentação ao público, banha a cidade com uma forma de radiação chamada matéria escura, durante uma tempestade. Barry é atingido por um raio da tempestade e banhado nos produtos químicos de seu laboratório. Acordando depois de um coma de nove meses, ele descobre que tem a habilidade de se mover mais rápido do que qualquer ser humano. Harrison Wells, criador e responsável pela falha do Acelerador de Partículas, descreve a natureza especial de Barry como um "meta-humano"; Barry, mais tarde, descobre que ele não é o único que mudou com a radiação. Ele promete usar seus poderes para proteger Central City dos riscos criminais dos meta-humanos. E então, associado por alguns amigos próximos que guardam seu segredo, Barry adquire uma nova personalidade conhecida como Flash.

## Episódios
| Temporada | Temporada | Episódios | Episódios | Originalmente exibido  | Originalmente exibido | Nielsen ratings | Nielsen ratings                       |
| Temporada | Temporada | Episódios | Episódios | Estreia da temporada   | Final da temporada    | Rank            | Média de telespectadores (em milhões) |
| --------- | --------- | --------- | --------- | ---------------------- | --------------------- | --------------- | ------------------------------------- |
|           | 1         | 23        | 23        | 7 de outubro de 2014   | 19 de maio de 2015    | 118             | 4.62                                  |
|           | 2         | 23        | 23        | 6 de outubro de 2015   | 24 de maio de 2016    | 112             | 4.25                                  |
|           | 3         | 23        | 23        | 4 de outubro de 2016   | 23 de maio de 2017    | 120             | 3.50                                  |
|           | 4         | 23        | 23        | 10 de outubro de 2017  | 22 de maio de 2018    | 151             | 3.04                                  |
|           | 5         | 22        | 22        | 9 de outubro de 2018   | 14 de maio de 2019    | 153             | 2.43                                  |
|           | 6         | 19        | 19        | 8 de outubro de 2019   | 12 de maio de 2020    | 113             | 2.23                                  |
|           | 7         | 18        | 18        | 2 de março de 2021     | 20 de julho de 2021   | TBA             | TBA                                   |
|           | 8         | 20        | 20        | 16 de novembro de 2021 | 29 de junho de 2022   | 122             | 1.04                                  |
|           | 9         | 13        | 13        | 8 de fevereiro de 2023 | 24 de maio de 2023    | 114             | 0.86                                  |

### 1ª temporada (2014–2015)
Barry Allen, um cientista forense do Departamento de Polícia de Central City, tem um especial apreço por casos inexplicáveis, pois, no passado, sua mãe foi assassinada sob tais circunstâncias — na qual nem ele mesmo consegue explicar —, o que resultou na injusta prisão de seu pai pelo crime. Enquanto Barry lida com os problemas do dia-a-dia, uma explosão de um Acelerador de Partículas banha a cidade com uma forma de radiação previamente desconhecida durante uma tempestade. No processo, Barry é atingido por um raio da tempestade. Nove meses depois, quando acorda de um coma, ele descobre que tem a habilidade de se mover mais rápido do que qualquer ser humano. Barry, mais tarde, percebe que ele não é o único que mudou com a radiação. Ele promete usar seus poderes para proteger Central City dos riscos criminais dos outros que foram atingidos pela radiação (meta-humanos). E então, guiado por alguns amigos próximos que guardam seu segredo, Barry adquire uma nova personalidade conhecida como "Flash". No processo, ele acumula uma série de inimigos, como o Flash Reverso, que é o verdadeiro assassino de sua mãe. Que aparenta ser o Harrinson Wells.

### 2ª temporada (2015–2016)
Meses depois dos acontecimentos de um evento que quase destruiu o mundo, o Flash é reconhecido como o herói de Central City. No entanto, o evento traz um mal de um universo paralelo na forma de um velocista chamado Zoom, que deseja matar todas as pessoas ligadas à super velocidade ao longo do multiverso. No entanto, Harrison Wells da Terra-2 do multiverso e sua filha, Jesse, trabalham para ajudar Barry e seus amigos a parar Zoom. Joe e Iris lutam com o seu passado doloroso relacionado a sua família, especialmente após a chegada do irmão de Iris, Wally West, a quem Francine West deu à luz logo após abandonar sua família. Após um evento que atinge Barry de uma forma estrondosa, ele desiste de tudo e viaja de volta no tempo para salvar a vida de sua mãe das mãos do Flash-Reverso.

### 3ª temporada (2016–2017)
Ao mudar seu passado, Barry altera a linha do tempo, resultando na criação do "Ponto de Ignição". Embora ele consiga restaurar a linha do tempo, isso cria novas ameaças, que incluem Savitar. Depois que Harry e Jesse voltam para a Terra-2, outro cópia de Harrison Wells da Terra-19 é recrutado: o escritor "H.R.". Wally e Caitlin começam a manifestar habilidades meta-humanas; Wally se torna o velocista Kid Flash, enquanto Caitlin é forçada a suprimir seus poderes de gelo para evitar se tornar a Nevasca. Quando Barry viaja acidentalmente para o futuro e vê Iris ser morta por Savitar, ele fica desesperado para mudar o futuro e evitar que isso aconteça.

### 4ª temporada (2017–2018)
Iris esteve auxiliando o Time Flash em Central City durante seis meses, mas se recusando a sofrer por Barry. Um Samurai voador com superpoderes aparece em Central City, ameaçando a cidade se o verdadeiro Flash não o enfrentar. Cisco revela que elaborou uma maneira de trazer Barry de volta sem desestabilizar a Força de Aceleração e rastreia Caitlin para conseguir sua ajuda. Contra a aprovação de Iris, o Time Flash retorna Barry com sucesso, que aparece dizendo coisas aleatórias e escrevendo símbolos nas paredes continuamente. Wally tenta parar o Samurai, mas é derrotado. Cisco decifra as escrituras de Barry e encontra uma frase aparentemente sem sentido. Na tentativa de recuperar as memórias de Barry, Iris se entrega ao Samurai. O plano funciona e Barry adquire sua velocidade, resgata Iris e derrota o Samurai, que é revelado ser um robô. Caitlin se junta novamente ao Time Flash, mas é revelado que ela está trabalhando para uma criminosa chamada Amunet em um bar, revelando também que ela continua tendo que lutar contra a personalidade de Nevasca aparecendo. É revelado que o "Samuroid" estava sendo controlado pelo Pensador, cujo plano era atrair o Flash para seus próximos planos.

### 5ª temporada (2018–2019)
O Time Flash encontra a filha de Barry e Iris do futuro, Nora. Enquanto Iris expressa excitação, Barry está preocupado que ela poderia alterar a linha do tempo com base em seus próprios erros com a viagem no tempo. A equipe encontra um novo metahumano, Gridlock, que é capaz de absorver energia cinética, e Barry se veste em um traje anterior desde que seu último foi destruído. Quando Barry tenta mandar Nora para casa, Wally revela que o sangue de Nora está saturado com taquions negativos, o que a impede de usar a Força da Velocidade ou o Waverider das Lendas para viajar no tempo. Barry pergunta a Nora o que acontece com ele no futuro, com Nora revelando que ele nunca volta depois de desaparecer em 2024 e que ela viajou de volta no tempo para encontrá-lo. O engarrafamento faz com que um avião caia, então Barry, Nora, Wally e Cisco se unem para pará-lo, com Nora fornecendo a Barry um traje de anel do Flash. Eles conseguem impedir a queda do avião e o pousam com segurança em um rio. Enquanto Gridlock está sendo transportado para a prisão, o veículo é atacado por um indivíduo mascarado, que diz a Gridlock que ele planeja acabar com todos os metahumanos antes de se aproximar dele com um punhal em forma de raio.

### 6ª temporada (2019-2020)
Barry Allen e o Time Flash começam a se preparar para chegada iminente da Crise nas Infinitas Terras, que foi antecipada de 2024 para 2019, eles também precisam lidar com a previsão do Monitor, que avisa que Barry terá que se sacrificar na Crise para salvar o universo. O Time Flash tem dificuldades de aceitar que o Flash terá que morrer e Barry passa a refletir e conversar com seus companheiros sobre seu possível sacrifício. No meio do processo, Barry precisa encarar a chegada do novo vilão Hemoglobina (Dr. Ramsey Rosso), um metahumano que necessita matar os outros para curar seu câncer e poder sobreviver.

### 7ª temporada (2021)
A Equipe Flash derrota Eva e cria uma nova Força de Velocidade, enquanto Iris, Kamilla e Singh escapam da Dimensão do Espelho. Como efeito colateral dos ataques de Eva, Caitlin e Frost são separados em corpos diferentes. Mais tarde, a Equipe Flash luta com o nascimento da Força de Força, da Força Sábio e da Força Estática. Depois, a Equipe Flash se envolve na Guerra Godspeed, na qual Barry se reúne com sua futura filha Nora e conhece seu futuro filho Bart Allen. Barry brevemente se alia com um Thawne reconstituído para derrotar Godspeed, e depois, Thawne foge prometendo se tornar mais rápido que Barry.

### 8ª temporada(2021-2022)
A nova temporada abre com o evento de cinco partes "Armageddon". Thawne faz com que Barry seja alvo de Despero, que afirma que Barry destruirá a Terra em 2031. Mais tarde, Barry entra na linha do tempo de Thawne, onde ele era Flash e Barry era Flash Reverso. Com a ajuda de Damien Darhk, Barry restaura a linha do tempo original, impede a morte de Joe e poupa Thawne de seu apagamento, removendo sua velocidade. Mais tarde, a Equipe Flash luta contra Deathstorm, cuja derrota vem ao custo da vida de Frost, devastando seu namorado Chillblaine. Barry também encontra Meena Dhawan, que ganhou super-velocidade com a ajuda de um remanescente de tempo revivido de Thawne. Eles lutam com os recém-nascidos homólogos negativos da Força, Sábio e Força Estática, que usam Iris para reviver Thawne em seu corpo remanescente do tempo, mas são derrotados, com Thawne sendo removido da linha do tempo

### 9ª temporada(2023)
A nona e última temporada começa com a Equipe Flash unindo forças com antigos inimigos para derrotar a Morte Vermelha, que mais tarde é revelado ser Ryan Wilder de uma Terra alternativa. Mais tarde, Rosso retorna para infectar o multiverso recém-recriado, mas Barry o impede com a ajuda de Oliver Queen, John Diggle e Wally West. Depois disso, Eddie, que havia sido misteriosamente ressuscitado com falsas memórias, é escolhido como o novo avatar da Força de Velocidade Negativa, tornando-se o velocista Cobalt Blue. Trazendo Eobard, Zoom, Savitar e Godspeed de volta com ele, Eddie luta contra a Equipe Flash, mas finalmente desiste e forma uma trégua com Barry. A série termina com o nascimento de Nora, e Barry escolhendo Avery Ho, Max Mercury e Jess Chambers para se tornarem novos speedsters.

## Elenco e personagens

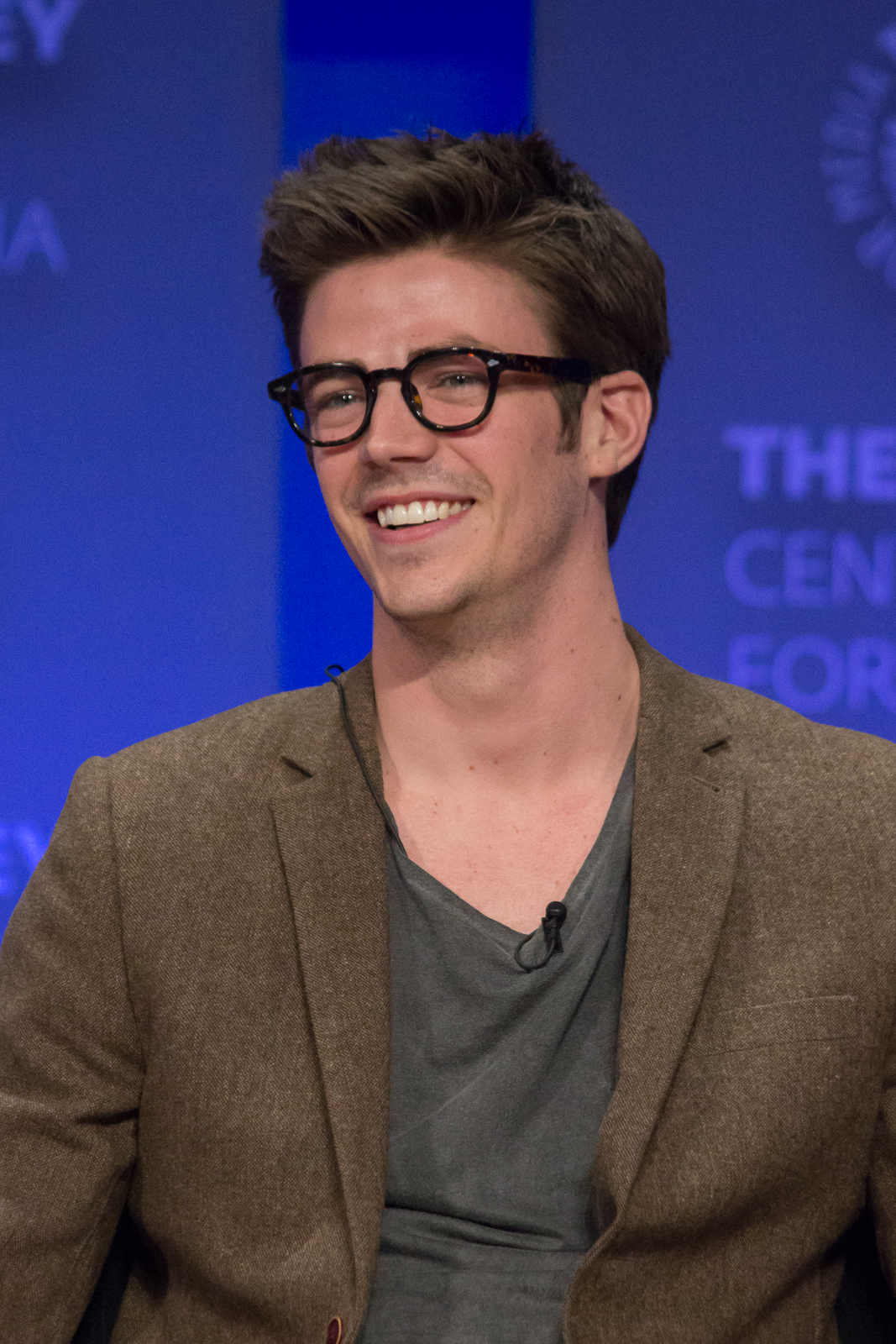
Grant Gustin estrela da série e personagem principal de The Flash.

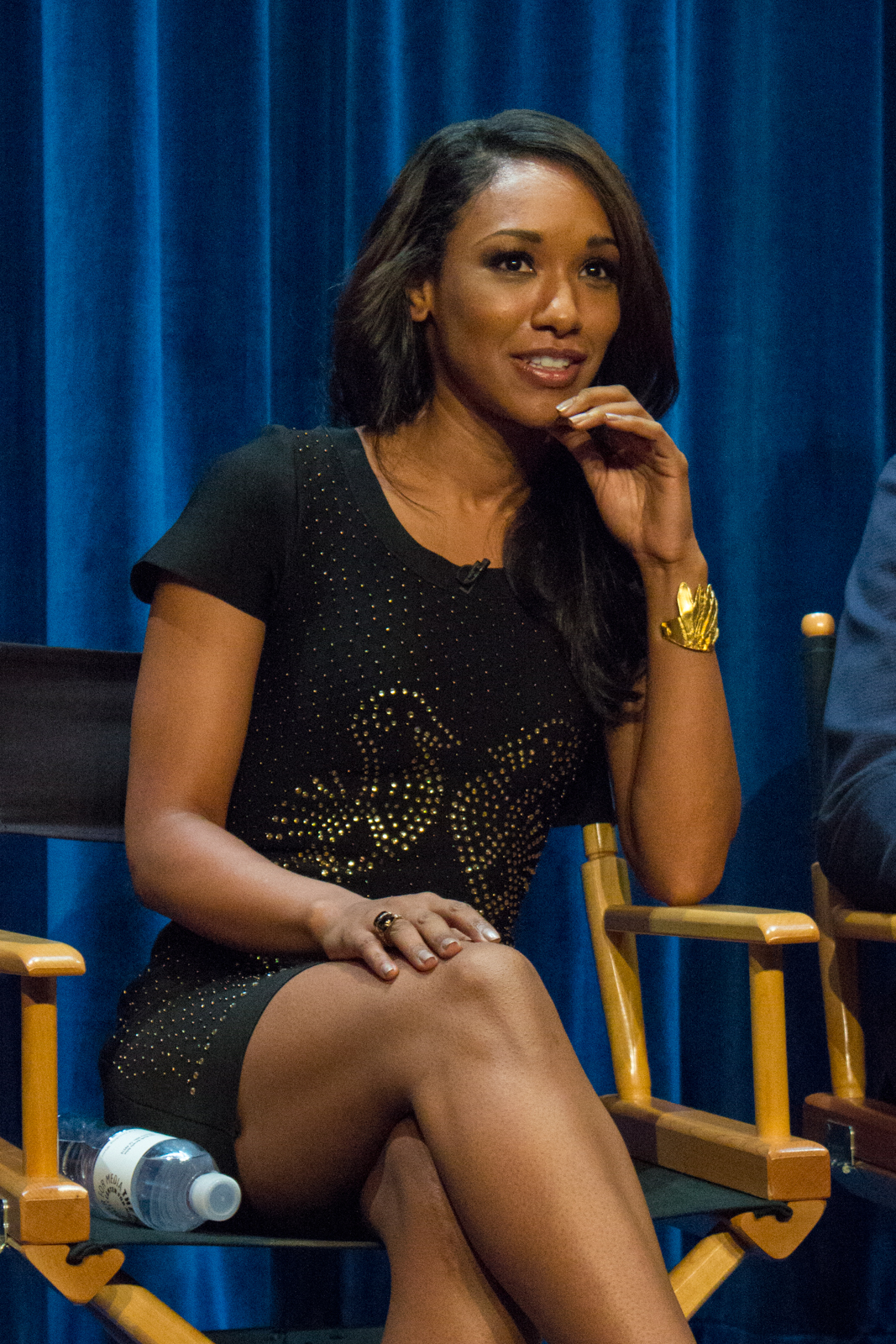
Candice Patton estrela da série e interprete de Iris West-Allen.

- Grant Gustin como Barry Allen / Flash: Um investigador forense da polícia de Central City. Momentos após a explosão do acelerador de partículas dos laboratórios S.T.A.R., Barry é atingido por um raio em seu laboratório junto com diferentes produtos químicos, afetando-o o mesmo. Quando ele acorda do coma depois de nove meses, ele tem uma velocidade sobre-humana. Em Setembro de 2013, Grant Gustin foi escalado para o papel principal. Gustin começou a pesquisar o personagem durante o processo de audição e a ler o maior número possível de quadrinhos.
- Candice Patton como Iris West-Allen: A filha de Joe West, irmã de Wally West, e a esposa de Barry Allen, ficando noiva no episódio "Dueto" e se casando durante o crossover Crise na Terra-X. Ela trabalha como jornalista no Cidadão de Central City, jornal criado pela mesma.
- Danielle Panabaker como Dra. Caitlin Snow / Nevasca: Uma especialista em bioengenharia altamente inteligente, Caitlin acreditava que seu noivo, Ronnie Raymond, tinha sido morto durante a explosão do acelerador de partículas dos laboratórios S.T.A.R., até que ele retornou a meio da primeira temporada. Ronnie e Caitlin se casam no final da primeira temporada. Ela também é uma metahumana com habilidades criocinéticas.
- Rick Cosnett como Eddie Thawne/Malcolm Gilmore/Azul Cobalto (temporada 1: principal; temporada 2–3 e 8: participação; temporada 9: recorrente): Transferido recentemente para o Departamento de Polícia da Cidade Central, o passado de Eddie era um mistério e ele guardava um segredo sombrio.  Ele era parceiro do detetive Joe West e interesse amoroso Iris West. Cosnett deixou a série após a primeira temporada, depois do sacrifício de seu personagem para tirar Eobard Thawne, seu descendente distante, da história.
- Carlos Valdes como Cisco Ramon / Vibro: Um gênio da engenharia mecânica, a Cisco é o membro mais jovem da equipe de cientistas dos laboratórios S.T.A.R. e é um ex-metahumano que tinha o poder de "vibrar" a localização de uma pessoa e a capacidade de viajar por todo o multiverso.
- Tom Cavanagh como Harrison Wells: A mente e o dinheiro por trás do acelerador de partículas dos laboratórios S.T.A.R., Wells se torna paraplégico após a explosão de seu acelerador de partículas, criando um grande número de meta-humanos em Central City. Wells treina Barry, ajudando-o a dominar seu poder e aumentar sua velocidade. Ele se revela como um descendente de Eddie Thrawne, chamado Eobard Thawne - o Flash Reverso. Eobard, o arqui-inimigo do Flash no futuro, assassinou o Dr. Harrison Wells original e assumiu sua identidade. Nas temporadas seguintes, Cavanagh também interpreta vários doppelgängers de Wells de realidades alternativas. Esses personagens incluem o sarcástico, mas brilhante "Harry", que, junto com sua filha Jesse, é da Terra-2; O homólogo da Terra-19 de Wells, o romancista de ficção científica "H.R.", o detetive "Sherloque" da Terra-221 e o aventureiro Nash Wells.
- Jesse L. Martin como Joe West: Um detetive da polícia que atua como pai substituto de Barry, levando-o para sua casa depois que a mãe de Barry é assassinada e seu pai é injustamente preso pelo crime. Joe é o pai de Iris e Wally. Atualmente também tem uma filha com sua noiva, a advogada Cecille Horton, chamada Jenna West. Martin tirou uma licença médica da série durante a quinta temporada depois de sofrer uma lesão nas costas.
- Keiynan Lonsdale como Wally West / Kid Flash (temporada 2–4: principal; temporada 5–9: participação): Filho de Joe e irmão de Iris, nascido sem o conhecimento deles depois que sua mãe deixou Central City. Os produtores não gostaram da introdução de parentes de personagens que nunca foram mencionados anteriormente, achando que era "estranho" e optaram por apresentar Wally como desconhecido até mesmo para seus parentes. Eles também escolheram fazer dele o irmão de Iris, diferente dos dos quadrinhos, onde ele era sobrinho dela. Explicando a escalação de Lonsdale, Kreisberg disse: “Assim como quando conhecemos Grant [Gustin] pela primeira vez, soubemos instantaneamente que Keiynan incorporaria todo o coração e a coragem de um herói.” Depois do flashpoint, Wally finalmente obtém poderes de velocidade do Doctor Alquimia e se tornando o Kid Flash. Na quarta temporada, ele deixa Central City para sair da sombra de Barry, e durante esse tempo ele se junta as Lendas. Ele volta para casa após o nascimento da meia-irmã Jenna West.
- Neil Sandilands como Clifford DeVoe / Pensador (temporada 4): Um professor universitário e metahumano com um intelecto de nível genial, que procura consertar tudo o que considera errado com a humanidade.
- Hartley Sawyer como Ralph Dibny / Homem Elástico (temporada 5–6: principal; temporada 4: recorrente): Um investigador particular, anteriormente um policial corrupto da CCPD, Dibny é um metahumano com superpoderes, incluindo elasticidade corporal e maleabilidade. Ele se torna um membro do Time Flash.
- Danielle Nicolet como Cecile Horton (temporada 5–presente: principal; temporada 1: participação; temporada 3–4: recorrente): Advogada do distrito que se torna namorada de Joe West e mãe de sua filha Jenna West. Durante a gravidez, ela ganha superpoderes telepáticos temporários. Após a gravidez, ela desenvolve novas habilidades metahumanas de sentir a empatia de outras pessoas.
- Jessica Parker Kennedy como Nora West-Allen / XS (temporada 5: principal; temporada 4: participação): Filha speedster de Barry e Iris no futuro.
- Chris Klein como Orlin Dwyer / Cicada (temporada 5): Um serial killer meta-humano que está determinado a acabar com todos os meta-humanos.
- LaMonica Garrett como Mar Novu / Monitor (temporada 6: principal; temporada 5: participação): Um Multiversal testando diferentes Terras no multiverso, em preparação para uma "crise" iminente.
- Efrat Dor como Eva McCulloch (temporada 6–presente): Engenheira quântica e co-fundadora da McCulloch Technologies.

## Produção

### Desenvolvimento
Em julho de 2013, foi anunciado que os co-criadores de Arrow, Greg Berlanti e Andrew Kreisberg, além dos diretores David Nutter e Geoff Johns, iriam desenvolver uma série de televisão do herói Flash para a The CW. A série mostraria a história da origem de Barry Allen. Após o anúncio, Greg Berlanti revelou que Barry Allen iria aparecer pela primeira vez como um personagem recorrente em Arrow em três episódios da segunda temporada, todos escritos por Greg Berlanti, Andrew Kreisberg e Geoff Johns, e que o último dos episódios seria como um piloto para a série. Assim, Andrew Kreisberg acrescentou que Barry Allen será um cientista forense e dará introdução de seus superpoderes, assim como a sinopse, de uma maneira muito humana e comediante.
Barry finalmente apareceu duas vezes na segunda temporada de Arrow, com o piloto backdoor planejado canceladoFoi decidido que era melhor dar corpo à história do Flash e seu mundo com um orçamento maior, ao invés de incorporar o set de filmagens com personagens num piloto em Arrow. A decisão foi tomada depois que executivos da The CW viram o material em dois episódios pilotos de The Flash que foram bem recebidos. O episódio piloto foi escrito por Greg Berlanti, Andrew Kreisberg e Geoff Johns, e dirigido por David Nutter. A apresentação foi debatida no set de filmagens de Arrow, que foi onde Barry Allen fez sua primeira aparição. O piloto foi encomendado oficialmente em 29 de janeiro de 2014 e foi escrito por Berlanti, Kreisberg e Johns, e dirigido por Nutter. Em 8 de maio de 2014, The Flash foi oficialmente escolhida como uma série, com uma ordem inicial de 13 episódios. Mais três scripts foram encomendados em setembro de 2014, após uma resposta positiva aos episódios recém-concluídos pelos executivos, mais dez episódios foram encomendado no mês seguinte para uma temporada completa de 23 episódios.
Com o início da produção na segunda temporada da série, a ex-escritora de Arrow, Gabrielle Stanton, foi promovida a produtora executiva e showrunner; depois de ter atuado como produtora e escritora consultora no final da primeira temporada. No entanto, mais tarde foi relatado que Kreisberg retornaria às funções de showrunner exclusivo em um momento não especificado. Mais tarde, esse tempo foi comprovado no início de 2016, quando Stanton não foi mais creditada como envolvida no programa. Em maio de 2017, foi relatado que Aaron Helbing estaria saindo da série. Helbing serviu como escritor desde a primeira temporada e como co-showrunner, junto com seu irmão Todd e Kreisberg, desde a segunda.

### Caracterização
Sobre o personagem, Geoff Johns afirmou que a caracterização na série será semelhante aos quadrinhos, com seu tradicional traje vermelho, e não uma imitação pobre. Andrew Kreisberg acrescentou: "Sem agasalhos ou codinomes estranhos, ele será o Flash". Os produtores procuraram uma forma de retratar a super velocidade do Flash. Por fim, foi revelado que o elenco seria supervisionado pela mesma equipe que trabalha em Arrow.

### Filmagens
Em novembro de 2013, foi anunciado que a terceira aparição do Flash no set de filmagens não seria mais um piloto em Arrow, com o estúdio optando por fazer um piloto tradicional no lugar.
A produção do piloto começou em março de 2014, com as filmagens ocorrendo em Vancouver, Colúmbia Britânica, Canadá; filmagens adicionais para a série acontecem em Portland, Oregon. Sobre como as sequências de ação são filmadas para a série, em comparação com Arrow, Gustin disse: "Quando [Arrow] filma as sequências de ação, praticamente o que você vê é o que obtém e eles estão realmente fazendo tudo. Nós fazemos muito, de tiros de placa que são vazios da área em que vamos estar e depois nos colocam mais tarde no post. Eu faço muitas lutas. Eu não tenho que fazê-lo a toda velocidade e então eles aumentam a velocidade e muita gente tem que congelar e eu continuo em movimento. Então eu tenho que limpar o quadro e voltar ao quadro. É realmente coisas tediosas que temos que fazer. No deles, eles aprendem coreografia de luta e disparam de os ângulos perfeitos e o que você vê é o que obtém." A produção na terceira temporada começou no início de julho de 2016. Em 13 de março de 2020, a produção na sexta temporada foi encerrada devido à pandemia de COVID-19.

### Música
O compositor de Arrow, Blake Neely, também compõe para a série. Em dezembro de 2014, as gravadoras WaterTower Music e Lava Records lançaram a seleção de músicas dos episódios crossover entre The Flash e Arrow, assim como duas faixas especiais para respectivos episódios, em 2014. A primeira temporada, trilha sonora de dois discos, foi lançada em 16 de outubro de 2015. A trilha sonora da segunda temporada foi lançada digitalmente em 22 de julho de 2016 e em formato de CD em 26 de julho de 2016.

### Design de Som
O design de som para o show é tratado por Mark Camperell. O efeito sonoro de Barry é composto de elementos de trovão, eletricidade, jatos, bolas de fogo e vários sons e impactos personalizados. Falando sobre projetar o som para a habilidade do Flash, Mark diz: "Minha abordagem para os sons da habilidade do Flash foi tratá-lo editorialmente como um hot rod realmente agressivo. Isso não significa que eu usei sons de carros para ele, no entanto. O que quero dizer é que, ao pensar em como editar seus sons, pensei nisso como cortar uma perseguição de carro."

## Lançamento

### Transmissão
The Flash foi exibido no painel da Warner Bros. Television e DC Entertainment na San Diego Comic-Con International em julho de 2014.  A série estreou oficialmente na The CW em 7 de outubro de 2014, durante a temporada de televisão de 2014-15 e também estreou no Canadá na mesma noite. O segundo episódio foi exibido na Comic-Con de Nova York em 9 de outubro de 2014, como uma maneira de retribuir aos espectadores que assistiram ao episódio de estreia da série. A série estreou no Reino Unido e na Irlanda em 28 de outubro de 2014 e na Austrália em 3 de dezembro de 2014.
No Brasil, a série teve as duas primeiras temporadas exibidas pela TV Globo, de segunda à sexta, depois do Programa do Jô. A primeira foi exibida entre 29 de junho e 29 de julho de 2015. Por conta da grande audiência, os episódios foram re-exibidos como esquenta para segunda temporada, entre 5 de dezembro de 2016 e 3 de janeiro de 2017. No dia seguinte, 4 de janeiro, os episódios inéditos começaram a ser exibidos até 3 de fevereiro de 2017.
Também é exibida pela Warner Channel e pela Netflix. Em Portugal, a série é exibida pela Netflix.

## Recepção

### Audiência
| Temporada | Horário (ET) | Episódios | Primeira exibição     | Primeira exibição   | Última exibição    | Última exibição     | Méd. audiência (milhões) | Adultos de 18–49 anos (média) |
| Temporada | Horário (ET) | Episódios | Data                  | Audiência (milhões) | Data               | Audiência (milhões) | Méd. audiência (milhões) | Adultos de 18–49 anos (média) |
| --------- | ------------ | --------- | --------------------- | ------------------- | ------------------ | ------------------- | ------------------------ | ----------------------------- |
| 1         | Terça 20:00  | 23        | 7 de outubro de 2014  | 4.83                | 19 de maio de 2015 | 3.87                | 4.62                     | 1.7                           |
| 2         | Terça 20:00  | 23        | 6 de outubro de 2015  | 3.58                | 24 de maio de 2016 | 3.35                | 4.25                     | 1.7                           |
| 3         | Terça 20:00  | 23        | 4 de outubro de 2016  | 3.17                | 23 de maio de 2017 | 3.04                | 3.50                     | 1.4                           |
| 4         | Terça 20:00  | 23        | 10 de outubro de 2017 | 2.84                | 22 de maio de 2018 | 2.16                | 3.05                     | 1.1                           |
| 5         | Terça 20:00  | 22        | 9 de outubro de 2018  | 2.08                | 14 de maio de 2019 | 1.53                | 2.43                     | 0.9                           |
| 6         | Terça 20:00  | 19        | 8 de outubro de 2019  | 1.62                | 11 de maio de 2020 | 1.08                | 2.23                     | 0.8                           |

O primeiro episódio de The Flash foi assistido por 4,83 milhões de telespectadores e teve 1.9 de média demográfica em 18–49. Mesmo com o episódio piloto tendo vazado na internet meses antes da estreia oficial, teve a maior e mais assistida estreia da história da emissora The CW desde The Vampire Diaries, em 2009, se tornando a segunda estreia mais assistida da The CW. Segundo os fatores ao vivo, em adição aos sete dias de avaliação, o episódio piloto foi assistido por um total de 6,08 milhões de telespectadores, se tornando a transmissão mais assistida e a estreia mais altamente classificada entre homens 18–34 (classificado em 2.5). Quebrou o recorde prévio de transmissão mais assistida mantido pelo oitavo fim de ciclo de America's Next Top Model, em 2007 (6,69 milhões). Adicionalmente, dentre todas as plataformas, incluindo as transmissões iniciadas em plataformas digitais e um total não duplicado de telespectadores ao vivo sobre duas transmissões na semana de 7 de outubro de 2014, a estreia foi assistida mais de 13 milhões de vezes.
A estréia canadense foi assistida por 3,11 milhões de espectadores, tornando-a na transmissão mais assistida naquela noite e na segunda da semana. No Reino Unido, a estréia foi a quarta transmissão com melhor classificação da semana e a décima primeira desse mês, com 1,53 milhão de espectadores. A versão com mudança de horário obteve 82.000 espectadores. A estréia na Austrália foi a transmissão mais assistida na televisão paga, com 129.000 espectadores em sintonia.
Em 2016, de acordo com uma análise da Parrot Analytics, que usou dados de classificação (quando disponíveis), compartilhamento ponto a ponto, bate-papo nas mídias sociais e outros fatores para estimar a demanda dos espectadores em vários programas, The Flash foi o quinto programa mais popular no mundo, com 3,1 milhões de expressões de demanda por dia, atrás de Game of Thrones, The Walking Dead, Pretty Little Liars e Westworld. O TorrentFreak também avaliou o Flash como o quarto programa de televisão mais torrent de 2016.

### Resposta da crítica
| Temporada | Temporada | Resposta da crítica | Resposta da crítica |
| Temporada | Temporada | Rotten Tomatoes     | Metacritic          |
| --------- | --------- | ------------------- | ------------------- |
|           | 1         | 92% (62 reviews)    | 73 (27 reviews)     |
|           | 2         | 94% (24 reviews)    | 81 (4 reviews)      |
|           | 3         | 85% (23 reviews)    | 80 (4 reviews)      |
|           | 4         | 79% (19 reviews)    | —                   |
|           | 5         | 94% (11 reviews)    | —                   |
|           | 6         | 89% (68 reviews)    | —                   |

Em relação a estreia de Grant Gustin como Barry Allen em Arrow e o potencial para uma série, Jesse Schedeen, do IGN, declarou sua preocupação: "Gustin se depara como material protagonista. Seu papel desajeitado e trapalhão entrelaçado com Felicity era bonito, mas eu tenho a impressão de que, raramente, a esse personagem poderia ou deveria ser dado a sua própria série." No entanto, Jesse Schedeen estava ansioso para o personagem, uma vez que "a escuridão e inaptidão social" foram minimizadas e a ênfase foi colocada "na sua mente científica intensa".
No site Rotten Tomatoes, The Flash relatou um índice de 96% de aprovação, com uma classificação média de 7.4/10 baseado em 50 avaliações. O consenso do site diz "The Flash se beneficia por sua atmosfera de luz proposital, fazendo um super-herói voltado exclusivamente para fãs do gênero, bem como para os novatos". O Metacritic, que usa média ponderada, atribuía uma nota de 73/100, com base em 25 comentários, indicando "avaliações favoráveis". Eric Goldman e Joshua Yehl, do IGN, elogiaram o enredo e o elenco do show depois de verem uma cópia impressa do episódio piloto. Goldman e Yehl, favoravelmente, compararam The Flash com Arrow, afirmando que The Flash progride com uma confiança que Arrow não obteve até certo ponto da história.

### Prêmios e indicações
The Flash foi nomeado para seis BMI Film, TV & Visual Media Awards (ganhou todos), dois Hollywood Post Alliance Awards, um Hugo Award, dezessete IGN Awards (ganhando quatro), dez Kids Choice Awards, dezesseis Leo Awards (ganhando cinco), dois MTV Movie & TV Awards, três People's Choice Awards (ganhando um), um Primetime Emmy Award, dezesseis Saturn Awards (ganhando seis), um TCA Award, vinte e sete Teen Choice Awards (ganhando seis), um TV Guide Award (ganhando), e um Visual Effects Society Award. O programa também detém os recordes mundiais de "Programa de TV de super-herói mais procurado" e "Programa de TV de ação e aventura mais procurado" do Guinness World Records.
Em 2016, a Rolling Stone classificou o programa em 23º lugar em sua lista dos "40 melhores programas de TV de ficção científica de todos os tempos".

## Outras Mídias

### História em quadrinhos
The Flash: Season Zero, escrito por Andrew Kreisberg, Brooke Eikmeier e Katherine Walczak, com arte de Phil Hester e Eric Gapstur, pretende tomar lugar durante o primeiro episódio e o segundo episódio. Andrew Kreisberg declarou: "Barry será o Flash, nós teremos um time para ele, todos irão estar neste mundo, e nós iremos introduzir uma nova equipe de vilões que não veremos na série de televisão. Isso será sentido com o mesmo coração, humor e espetáculo que o público verá ao assistir The Flash". A história em quadrinhos terá todos os personagens da série, e ainda, novos vilões, um grupo de circo que apresenta quem ganhou super-poderes como resultado da explosão do Acelerador de Partículas dos laboratórios S.T.A.R. . O grupo é guiado pelo Sr. Bliss, um personagem que aparece pela primeira vez em Starman. A história em quadrinhos teve dois capítulos lançados digitalmente no dia 8 de setembro de 2014, com sua primeira coleção física sendo lançada no dia 1 de outubro de 2014.

### As Crônicas da Cisco
Em 24 de fevereiro de 2015, a The CW lançou uma conta de blog conhecida como The Chronicles of Cisco. O blog, originalmente baseado no Tumblr, apresenta posts escritos pelo personagem fictício de Cisco Ramon, servindo inicialmente como artigos dos vilões metahumanos do programa. A partir da segunda temporada do programa, os posts evoluíram para as reflexões gerais de Ramon e seus comentários sobre os eventos durante e fora dos episódios do Flash. Em 17 de setembro de 2019, The Chronicles of Cisco mudou-se para o Instagram.

### Curtas promocionais

#### Chronicles of Cisco: Entry 0419
Em 19 de abril de 2016, estreou uma série de curtas-metragens de quatro episódios, intitulada Chronicles of Cisco: Entry 0419. A série, apresentada pela AT&T, apresenta Valdes e Britne Oldford reprisando seu papel como Cisco Ramon e Shawna Baez / Peek-a-Boo, respectivamente. Situada na segunda temporada da série de televisão, a série vê Cisco tentando fazer com que o Flash seja à prova de balas e odor corporal. Enquanto trabalhava nisso, ele recebe um alerta meta-humano tarde da noite dentro dos laboratórios S.T.A.R., e descobre que o Peek-a-Boo acionou o alerta. Ela veio para os Laboratórios S.T.A.R. para fazer Cisco criar uma arma para ela, como ele fez para Patinadora Dourada, Capitão Frio e Onda Térmica. Quando ele não coopera, ela atira nele. Cisco sobrevive ao ser baleado, percebendo que o refrigerante de laranja que ele derramou em sua camisa foi o catalisador que faltava em sua fórmula à prova de balas. Cisco tenta trazer Peek-a-Boo de volta ao pipeline, mas ela o trava na cela. Cisco é vista sendo acordado devido a uma ligação de Barry. Ele acredita que sonhou toda a experiência, até encontrar a bala que o atingiu no chão.

#### Stretched Scenes
Em 14 de novembro de 2017, uma série de curtas de três episódios, conhecidos como "Stretched Scenes", foi lançado. A série, apresentada pela Microsoft Surface, estrela Hartley Sawyer, Danielle Panabaker, e Candice Patton como Ralph Dibny, Cailtin Snow e Iris West, respectivamente. Ambientado durante a quarta temporada da série, apresenta Dibny e como ele continuamente incomoda Caitlin e Iris por sua ajuda, ou por atenção. Os curtas estrearam online, assim como, durante os intervalos comerciais dos episódios "Quando Harry Conheceu Harry...", "Portanto, Eu Existo", e "Não Corra".

### Videogames
A série também foi destaque em outros jogos baseados na propriedade da DC Comics. Na versão mobile de Injustice: Gods Among Us, as versões do programa do Flash e do Flash Reverso aparecem como figurinos alternativos para o Flash. A versão da série dos laboratórios S.T.A.R. também aparece como uma área oculta em Lego Dimensions. O videogame Lego DC Super-Villains apresenta DLC inspirado em The Flash no "DC Super Heroes: Pacote de Personagens DLC da Série de TV". O pacote DLC inclui The Flash e Vibro como personagens jogáveis.

### Livros

#### Novels
Em 29 de novembro de 2016, a Titan Books lançou The Flash: The Haunting of Barry Allen, um livro escrita por Susan e Clay Griffith, ambientada no decorrer da segunda temporada, depois que Barry fechou a anomalia temporal que quase destruiu a Central City. Barry deve procurar ajuda de Oliver Queen, devido a suas próprias habilidades começarem a se deteriorar, a fim de lidar com cinco membros de sua Galeria de Vilões - incluindo o Flaustista, Mago do Tempo e Peek-a-Boo. A história continuou em Arrow: A Generation of Vipers, lançado em 28 de março de 2017. Um livro subsequente, seguindo o vilão Mago do Tempo em suas tentativas de vingança, foi lançado em maio de 2018. Escrito por Richard A. Knaak, é intitulado The Flash: Climate Changeling.
Em outubro de 2017, a Abrams Books iniciou uma nova trilogia de livros de The Flash, escrita por Barry Lyga, destinada a leitores de nível médio em conjunto com uma trilogia semelhante de livros de Supergirl. O primeiro, The Flash: Hocus Pocus, foi lançado em 3 de outubro de 2017. O livro se passa em uma linha do tempo alternativa onde o evento "Flashpoint" do programa nunca ocorreu, e o Flash deve lutar contra um vilão conhecido como Hocus Pocus, que pode controlar o mentes e ações das pessoas. Uma sequência, The Flash: Johnny Quick, foi lançada em 3 de abril de 2018, bem como um terceiro livro, intitulado The Flash: The Tornado Twins, em 2 de outubro de 2018.

#### Por trás das cenas
Em 21 de outubro de 2016, foi lançado "The Art and Making of The Flash" de Abbie Bernstein. Este é um livro de 160 páginas nos bastidores, com arte de produção e fotografia dos bastidores. O livro também inclui entrevistas com o elenco e a equipe do show.

#### Guias
Em maio de 2018, a Titan Books lançou o primeiro guia do The Flash, escrito por Nick Aires da perspectiva do Cisco Ramon. S.T.A.R. Labs: Cisco Ramon's Journal apresenta "seus registros confidenciais do diário, cobrindo tudo, desde seus projetos de tecnologia, os vilões e outros heróis que a equipe encontra, os desafios pessoais da equipe e suas próprias habilidades de Vibro antes do Flashpoint".
Um segundo guia para The Flash foi lançado em novembro de 2018, desta vez publicado pela Abrams Books. The Secret Files of Barry Allen: The Ultimate Guide to the Hit TV Show apresenta as "notas ultrassecretas" do Flash, além de "dossiês classificados do laboratórios S.T.A.R. sobre todos em Central City", um guia de episódios nas quatro primeiras temporadas da série e detalhes sobre a vida do Flash "nas próprias palavras de Barry".

#### Série de áudio
O estúdio de áudio Serial Box está atualmente desenvolvendo uma série de áudio baseada em The Flash, intitulada The Flash: Rogues. A série contará com Lex Luthor alterando a linha do tempo para transformar o Flash, o Arqueiro Verde, a Canário Branco e a Supergirl em maus, enquanto seus amigos tentam consertar a linha do tempo. Atualmente, a série tem oito episódios planejados.

## Universo Arrow e o multiverso DC
Em janeiro de 2015, o presidente da The CW, Mark Pedowitz, anunciou a intenção de fazer um crossover do The Flash / Arrow a cada temporada, e a The CW anunciou que uma série da web animada, Vixen, apresentando a heroína da DC de mesmo nome e ambientada no Universo de Arrow e The Flash estrearia na CW Seed no final de 2015. Espera-se que o personagem faça uma aparição em live-action em Arrow e/ou The Flash também. No mês seguinte, foi relatado que uma série spin-off, que é descrita como uma série de super-heróis, estava em discussão pela The CW para um possível lançamento na temporada 2015-16. Berlanti e Kreisberg produziriam executivo ao lado de Guggenheim e Sarah Schechter. A série em potencial seria encabeçada por vários personagens recorrentes de Arrow e The Flash, com o potencial de outros personagens de Arrow / The Flash passarem também para a nova série. Em maio de 2015, a CW pegou oficialmente a série, intitulada Legends of Tomorrow
A segunda temporada começa a explorar o conceito de multiverso, introduzindo a Terra-2, que apresenta doppelgängers dos habitantes da Terra-1 (o cenário principal de Arrow, The Flash e Legends of Tomorrow), juntamente com Jay Garrick, o Flash de Terra-2 e Zoom. No episódio "Bem-Vindos à Terra-2", enquanto Barry, Cisco e Harrison Wells da Terra-2 viajam para a Terra-2, vislumbres do multiverso são vistos, incluindo uma imagem da estrela da Supergirl, Melissa Benoist como Supergirl e uma imagem de John Wesley Shipp como o Flash da série de televisão de 1990, implicando que os dois personagens e suas respectivas séries de televisão existem em terras alternativas à Terra-1; O mundo de Supergirl é mais tarde designado como Terra-38 no multiverso do Universo Arrow. Gustin como Barry apareceu no décimo oitavo episódio de Supergirl, "Os Melhores dos Mundos", que foi ao ar na CBS em 28 de março de 2016. Interrompendo com os eventos do décimo oitavo episódio de The Flash, que foi ao ar em 19 de abril de 2016, Barry acidentalmente chega em Terra-38 e ajuda Kara a combater dois de seus inimigos, Banshee Prateada (Italia Ricci) e Curto-Circuito (Brit Morgan), antes de voltar para casa.